# 대한민국의 약학대학
약학대학은 약사를 양성하는 데 목적을 둔다. 약학대학의 교육과정은 현재 4년의 학부 과정이였으나, 2009년부터 6년제 교과과정을 시행을 하고 있다. 6년제 교과과정은 약학대학입문자격시험을 치러야 입학할 수 있다. 학교에 따라 약학과, 제약학과, 약과학과, 한약학과, 혁신신약학과가 개설돼 있다. 이중 약학과와 제약학과가 약사에 관한 교육을 담당하고 있다. 약사가 되기 위해서는 약학대학을 졸업하고 한국보건의료인국가시험원에서 시행하는 약사시험에 합격해서 면허를 취득하여야 한다.

## 현황
| 권역             | 시·도                            | 대학                | 정원 | 설립 주체 | 설립 연도                       | 홈페이지 |
| ---------------- | -------------------------------- | ------------------- | ---- | --------- | ------------------------------- | -------- |
| 수도권(총 848명) |                                  |                     |      |           |                                 |          |
| 서울             | 경희대학교 약학대학 약학과       | 40명                | 사립 | 1955년    |                                 |          |
| 서울             | 덕성여자대학교 약학대학 약학과   | 80명                | 사립 | 1954년    |                                 |          |
| 서울             | 동덕여자대학교 약학대학 약학과   | 40명                | 사립 | 1955년    | [깨진 링크(과거 내용 찾기)]     |          |
| 서울             | 삼육대학교 약학대학 약학과       | 30명                | 사립 | 1982년    |                                 |          |
| 서울             | 서울대학교 약학대학 약학과       | 63명                | 국립 | 1950년    |                                 |          |
| 서울             | 숙명여자대학교 약학대학 약학부   | 80명                | 사립 | 1953년    |                                 |          |
| 서울             | 이화여자대학교 약학대학 약학과   | 120명               | 사립 | 1945년    | 보관됨 2007-08-20 - 웨이백 머신 |          |
| 서울             | 중앙대학교 약학대학 약학부       | 120명               | 사립 | 1953년    |                                 |          |
| 경기             | 가톨릭대학교 약학대학 약학과     | 30명                | 사립 | 2011년    |                                 |          |
| 경기             | 동국대학교 약학대학 약학과       | 30명                | 사립 | 2011년    |                                 |          |
| 경기             | 성균관대학교 약학대학 약학과     | 65명                | 사립 | 1953년    |                                 |          |
| 경기             | 아주대학교 약학대학 약학과       | 30명                | 사립 | 2011년    |                                 |          |
| 경기             | 차의과학대학교 약학대학 약학과   | 30명                | 사립 | 2011년    |                                 |          |
| 경기             | 한양대학교 약학대학 약학과       | 30명                | 사립 | 2011년    | 보관됨 2015-03-01 - 웨이백 머신 |          |
| 인천             | 가천대학교 약학대학 약학과       | 30명                | 사립 | 2011년    | [깨진 링크(과거 내용 찾기)]     |          |
| 인천             | 연세대학교 약학대학 약학과       | 30명                | 사립 | 2011년    | [깨진 링크(과거 내용 찾기)]     |          |
| 강원권(총 50명)  |                                  |                     |      |           |                                 |          |
| 강원             | 강원대학교 약학대학 약학과       | 50명                | 국립 | 1982년    |                                 |          |
| 충청권(총 160명) |                                  |                     |      |           |                                 |          |
| 대전             | 충남대학교 약학대학 약학부       | 50명                | 국립 | 1979년    |                                 |          |
| 세종             | 고려대학교 약학대학 약학과       | 30명                | 사립 | 2011년    |                                 |          |
| 충남             | 단국대학교 약학대학 약학과       | 30명                | 사립 | 2011년    | [깨진 링크(과거 내용 찾기)]     |          |
| 충북             | 충북대학교 약학대학 약학과       | 50명                | 국립 | 1956년    |                                 |          |
| 영남권(총 350명) |                                  |                     |      |           |                                 |          |
| 대구             | 계명대학교 약학대학 약학과       | 30명                | 사립 | 2011년    |                                 |          |
| 대구             | 경북대학교 약학대학 약학과       | 30명                | 국립 | 2011년    |                                 |          |
| 경북             | 대구가톨릭대학교 약학대학 약학부 | 50명                | 사립 | 1953년    |                                 |          |
| 경북             | 영남대학교 약학대학 약학부       | 70명                | 사립 | 1954년    |                                 |          |
| 부산             | 경성대학교 약학대학 약학과       | 50명                | 사립 | 1981년    |                                 |          |
| 부산             | 부산대학교 약학대학 약학부       | 60명                | 국립 | 1953년    |                                 |          |
| 경남             | 경상대학교 약학대학 약학과       | 30명                | 국립 | 2011년    |                                 |          |
| 경남             | 인제대학교 약학대학 약학과       | 30명                | 사립 | 2011년    |                                 |          |
| 호남권(총 305명) |                                  |                     |      |           |                                 |          |
| 전북             | 원광대학교 약학대학 약학과       | 40명                | 사립 | 1965년    |                                 |          |
| 전북             | 우석대학교 약학대학 약학과       | 40명                | 사립 | 1979년    |                                 |          |
| 전북             | 전북대학교 약학대학              | 30명                | 국립 | 2020년    |                                 |          |
| 광주             | 전남대학교 약학대학 약학부       | 60명                | 국립 | 1982년    |                                 |          |
| 광주             | 조선대학교 약학대학 약학과       | 75명                | 사립 | 1954년    |                                 |          |
| 전남             | 목포대학교 약학대학 약학과       | 30명                | 국립 | 2011년    |                                 |          |
| 전남             | 순천대학교 약학대학 약학과       | 30명                | 국립 | 2011년    |                                 |          |
| 제주권(총 30명)  | 제주                             | 제주대학교 약학대학 | 30명 | 국립      | 2020년                          |          |